# Йона (греки)
Йона — название греков на языке пали. На санскрите название греков звучит как явана; в книге Бытие («Ноах» в иудейской традиции) в качестве одного из потомков Иафета («Йефет» в иудейской традиции), считающегося родоначальником индоевропейских народов, указан Иован (Яван). Йона и явана оба являются переводом греческого этнонима ионийцы (Гомер. Iāones, стар. *Iāwones). Данная группа греков, по-видимому была наиболее хорошо известной на Древнем Востоке.
Прямое упоминание греков встречается в следующих текстах:
- Упоминание царя йона Антиоха в Указах Ашоки (280 год до н. э.)
- Упоминание царя йона Антиалкида на Гелиодорском столбе в Видише (110 год до н. э.).
- Царь Менандр I и его охрана из «500 йонов» из Милинды Панхи.
- Описание греческой астрологии и терминологии в Яванаджатаке («Речи яванов») (50 год н. э.).
- Упоминание «Александрии, города яванов» в Махавамсе, гл. 29. (IV век)
- Бытие (Ноах), гл.10, см. Таблица народов

## Употреблениеэтнонимайона
Данный этноним использовался многими народами на восток от Греции — от Средиземного моря до Индии:
- Египтяне использовали слово j-w-n(-n)-’
- Ассирийцы использовали слово Iawanu
- Персы использовали слово Yauna или Yavanu
- Индийцы использовали слово Yavana в Махабхарате и др. текстах.
- В библейском писании, слово писалось как Yāwān (а также в современном иврите)
- Арабы и турки — Yunan